# フランシス・ネイピア (第10代ネイピア卿)

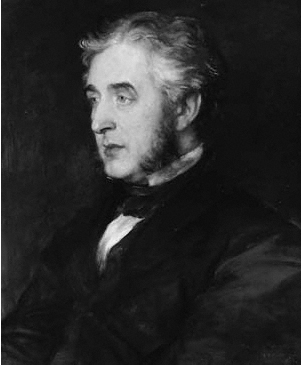
第10代ネイピア卿フランシス・ネイピア（1866年、ジョージ・フレデリック・ワッツ画）

第10代ネイピア卿及び初代エトリック男爵フランシス・ネイピア（英: Francis Napier, 10th Lord Napier and 1st Baron Ettrick, KT, PC、1819年9月15日 - 1898年12月19日）は、イギリスの外交官、政治家、貴族。
各国の大使・公使を経て植民地インドに赴任し、1866年から1872年にかけてマドラス総督、1872年にインド総督代理を務めた。
1834年にスコットランド貴族爵位第10代ネイピア卿を継承し、1872年に連合王国貴族爵位エトリック男爵に叙された。

## 経歴
1819年9月15日、スコットランド貴族の第9代ネイピア卿ウィリアム・ネイピアとその妻エリザ(旧姓コクラン＝ジョンストン)の長男としてスコットランド・セルカークシャー・サールズテーン城に生まれた。
1834年10月に父の死によりスコットランド貴族爵位の第10代ネイピア卿位を継承した。ケンブリッジ大学トリニティ・カレッジで学ぶ。
1840年に外務省に入省し、外交官となる。ウィーンやコンスタンティノープル、ナポリ、サンクト・ペテルブルクの公使館に勤務した後、1857年から1859年にかけて駐アメリカ公使に就任。ついで1859年から1861年にかけて駐オランダ公使、1861年から1864年にかけて駐ロシア大使、1864年から1866年にかけて駐プロイセン大使を務めた。駐在先の各国から高い評価を受けていた。1861年に枢密顧問官に列する。
1866年1月にイギリス植民地インドに赴任し、マドラス総督に就任した。彼がマドラス総督に就任した頃、ガンジャム地区で大飢饉があり、その対策に忙殺された。コンスタンティノープル勤務時代に知り合ったフローレンス・ナイティンゲールのインドでの活動を支援した。また多くの灌漑計画を立てた。
1872年2月にインド総督の第6代メイヨー伯爵リチャード・バークが暗殺されると3ヶ月弱ほどインド総督代行に就任した。後任の総督に初代ノースブルック男爵トマス・ベアリングが決まるとイギリスへ帰国した。
帰国後の1872年7月に連合王国貴族エトリック男爵に叙された。
1898年12月19日に死去。爵位は長男ウィリアム・ネイピアが継承した。

## 栄典

### 爵位
1834年10月11日に父ウィリアム・ネイピアから以下の爵位を継承。
- マーキストンの第10代ネイピア卿 (10th Lord Napier of Merchistoun)
(1627年5月4日の勅許状によるスコットランド貴族爵位)
- (サールズテーンの)第7代準男爵 (7th Baronet "of Thirlestane")
(1666年8月2日の勅許状によるスコットランド準男爵位)

1872年7月16日に以下の爵位を新規に叙される
- セルカーク州におけるエトリックの初代エトリック男爵 (1st Baron Ettrick, of Ettrick in the County of Selkirk)
(勅許状による連合王国貴族爵位)

### 勲章
- 1864年、シッスル騎士団(勲章)ナイト(KT)[3]

## 家族
1845年にアン・ロックウッドと結婚。彼女との間に以下の4子を儲ける。
- 長男ウィリアム・ジョン・ジョージ・ネイピア（英語版） (1846-1913)、第11代ネイピア卿位を継承
- 次男ジョン・スコット・ネイピア (1848-1938)
- 三男バジル・ネイピア (1850-1874)
- 四男マーク・フランシス・ネイピア (1852-1919)